# Vidalia (Louisiana)
Vidalia és una població dels Estats Units a l'estat de Louisiana. Segons el cens del 2000 tenia 4.543 habitants.

## Demografia
Segons el cens del 2000, Vidalia tenia 4.543 habitants. La densitat de població era de 756,1 habitants/km².
Per edats la població es repartia de la següent manera: un 27,4% tenia menys de 18 anys, un 8,1% entre 18 i 24, un 26,4% entre 25 i 44, un 23% de 45 a 60 i un 15,1% 65 anys o més.
L'edat mediana era de 38 anys. Per cada 100 dones de 18 o més anys hi havia 86,4 homes.
La renda mediana per habitatge era de 29.500 $ i la renda mediana per família de 36.917 $. Els homes tenien una renda mediana de 31.667 $ mentre que les dones 21.455 $. La renda per capita de la població era de 14.478 $. Entorn del 17,8% de les famílies i el 19,1% de la població estaven per davall del llindar de pobresa.

## Poblacions properes
El següent diagrama mostra les poblacions més properes.